# 拉费泰苏茹阿尔
拉费泰苏茹阿尔（法語：La Ferté-sous-Jouarre，法語：[la.fɛʁte.su.ʒwaʁ] ⓘ，法国中北部城市，法兰西岛大区塞纳-马恩省的一个市镇，隶属于莫城区，其市镇面积为10.06平方公里，2022年1月1日时人口数量为10,004人，在法国城市中排名第1,073位。
拉费泰苏茹阿尔位于塞纳-马恩省东北部，小莫兰河与马恩河交汇处。拉费泰苏茹阿尔历史上曾为孔代家族的领地，亨利一世·德·波旁出生于此地；近代则因磨石开采与加工而得到发展；现代则是一个区域性的中心城市，巴黎－斯特拉斯堡铁路由此通过，另有多条公路在此交汇。

## 地名来源
公元9世纪时，拉费泰苏茹阿尔写作“Firmitas Anculfi”的形式，意为“昂库尔菲的城堡”，其中昂库尔菲（Anculfi）是一名法兰克战士，同时也是该区域的领主。该名称此后逐渐衍变成为La Ferté-Aucol。法国大革命期间，该区域被命名为“La Ferté-sur-Marne”。1797年，当地政府最终决定以La Ferté-sous-Jouarre作为官方名称，其中“茹阿尔”为拉费泰苏茹阿尔南侧的市镇，该名称来源于凯尔特语，其拉丁化形式为“Jotrum”，意为“明亮的城池”，“苏茹阿尔”这一后缀则源于该区域历史上所属的茹阿尔圣母修道院。
因翻译标准不同，“La Ferté-sous-Jouarre”在中文谷歌地图以及部分汉语文献中被译为拉费泰苏茹瓦尔。

## 历史

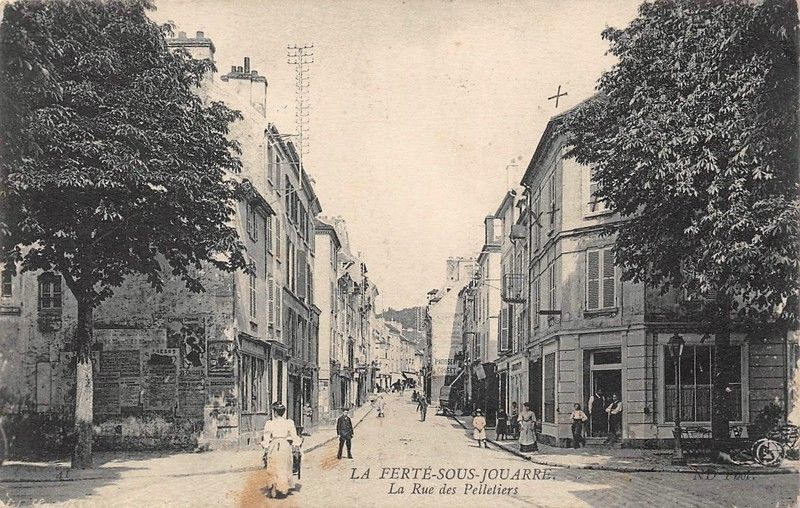
20世纪初拉费泰苏茹阿尔街头

拉费泰苏茹阿尔建城于中世纪中期，彼时，当地领主昂库尔被布卢瓦伯爵艾蒂安二世赐予莫城子爵的头衔。中世纪中后期，拉费泰苏茹阿尔先后被蒙米拉伊家族、拉福尔斯家族和拉罗什富科家族继承。16世纪中期，孔代亲王路易一世获得拉费泰苏茹阿尔领主头衔。1563年4月，路易一世召集45名来自香槟及周边地区的新教徒在拉费泰苏茹阿尔举办会议。1590年，旧教军事领袖夏尔·德·吉斯率领天主教军队攻占了拉费泰苏茹阿尔。法国大革命后，拉费泰苏茹阿尔成为塞纳-马恩省的一个市镇。1791年6月24日，路易十六在拉费泰苏茹阿尔被捕获。工业革命期间，沿马恩河修建的运河及铁路均由此地通过，拉费泰苏茹阿尔因出产和加工磨石而逐渐成为一个工业中心，当地生产的磨坊远销西欧及世界各地，后因机械化模具的推广使用而逐渐消失。普法战争及第一次世界大战期间，普鲁士军队均将拉费泰苏茹阿尔作为进攻巴黎的一个据点。1943年10月22日，纳粹德军占领了拉费泰苏茹阿尔的一处犹太教堂，并将当地的犹太教徒统一押送至奥斯威辛集中营。

## 地理

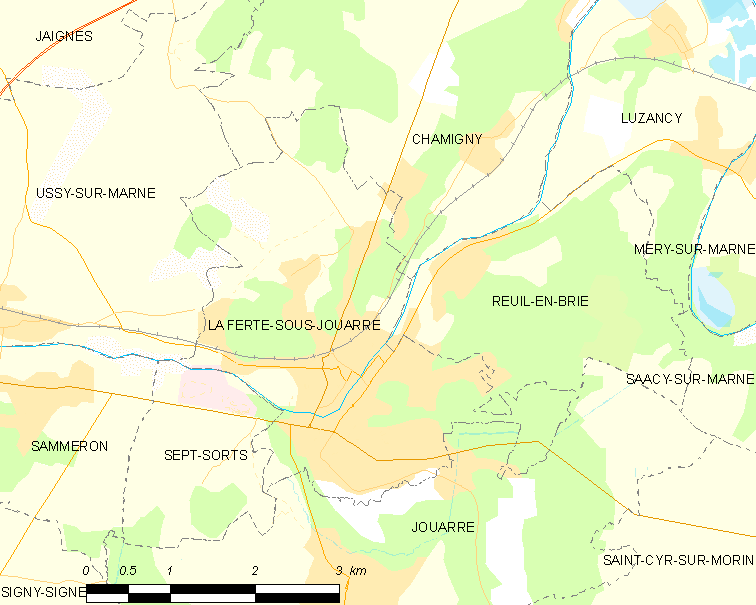
拉费泰苏茹阿尔市镇范围地图

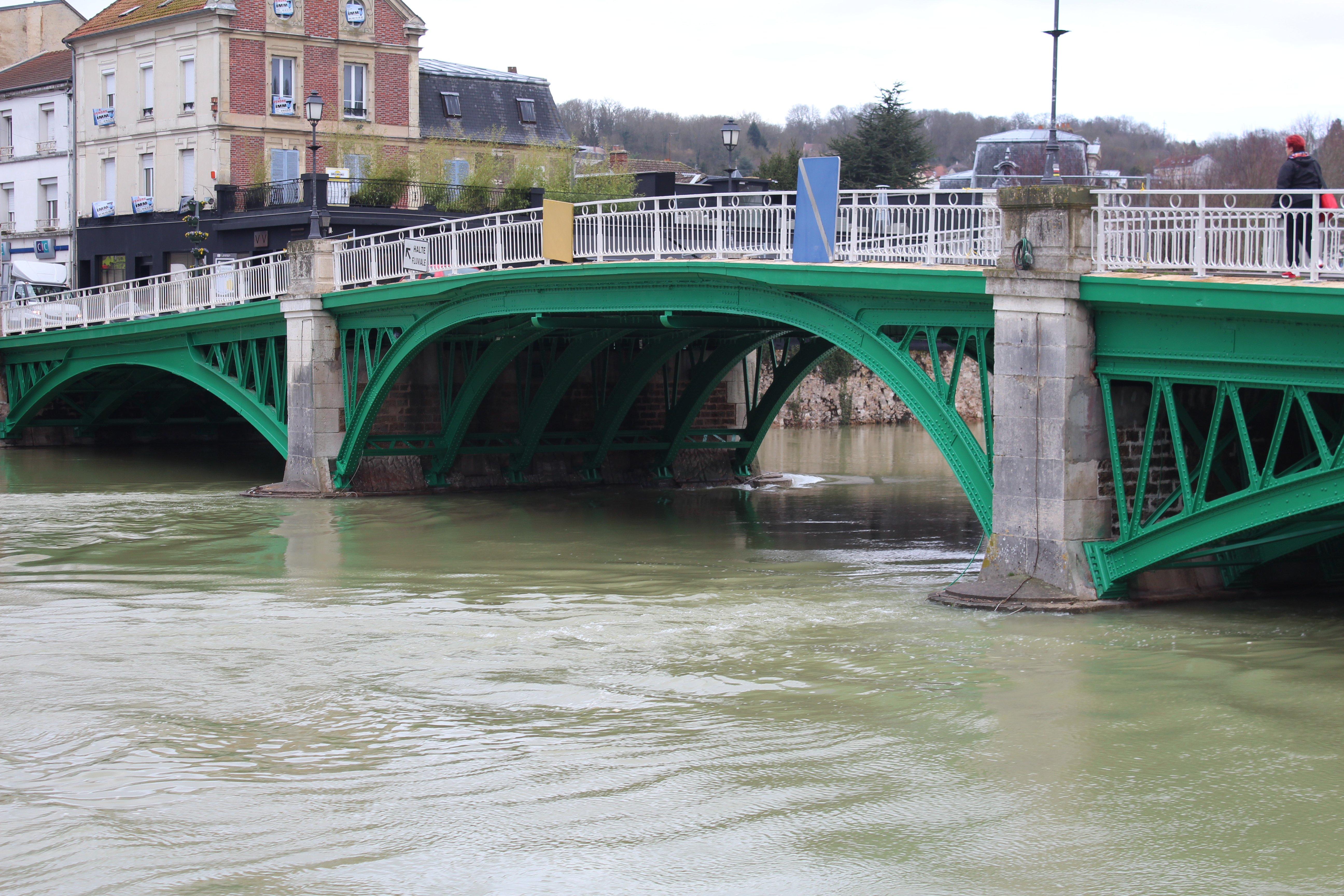
丰水期的马恩河拉费泰苏茹阿尔段

拉费泰苏茹阿尔位于法国中北部，法兰西岛大区东北部和塞纳-马恩省东北部，距离省会默伦大约66公里。与拉费泰苏茹阿尔接壤的市镇包括：布里地区勒伊、塞特索尔、马恩河畔于西、沙米尼、茹阿爾。

### 地形
拉费泰苏茹阿尔位于巴黎盆地腹地，境内以浅丘为主，市镇中心位于地势较为平坦的河谷之中，南北两侧略有起伏，全境海拔在50到181米之间。

### 水文
马恩河干流自东向西流经拉费泰苏茹阿尔境内，其左岸支流小莫兰河在此与其交汇。

### 植被
拉费泰苏茹阿尔属于温带阔叶混交林区，市区周边有大片天然森林分布，市区内马恩河右岸的岛花园（Jardin de l'Île）是当地主要的城市绿地。
在鲜花城市的评比中，拉费泰苏茹阿尔被评为2星级鲜花城市。

### 气候
拉费泰苏茹阿尔在柯本气候分类法中属于温带海洋性气候。
距离拉费泰苏茹阿尔最近的常年气象站位于马恩河畔于西境内，以下为该气象站的数据（其中日照数据取自勒布尔歇）：
| 马恩河畔于西1981年－2019年 | 马恩河畔于西1981年－2019年 | 马恩河畔于西1981年－2019年 | 马恩河畔于西1981年－2019年 | 马恩河畔于西1981年－2019年 | 马恩河畔于西1981年－2019年 | 马恩河畔于西1981年－2019年 | 马恩河畔于西1981年－2019年 | 马恩河畔于西1981年－2019年 | 马恩河畔于西1981年－2019年 | 马恩河畔于西1981年－2019年 | 马恩河畔于西1981年－2019年 | 马恩河畔于西1981年－2019年 | 马恩河畔于西1981年－2019年 |
| 月份                       | 1月                        | 2月                        | 3月                        | 4月                        | 5月                        | 6月                        | 7月                        | 8月                        | 9月                        | 10月                       | 11月                       | 12月                       | 全年                       |
| -------------------------- | -------------------------- | -------------------------- | -------------------------- | -------------------------- | -------------------------- | -------------------------- | -------------------------- | -------------------------- | -------------------------- | -------------------------- | -------------------------- | -------------------------- | -------------------------- |
| 历史最高温 °C（°F）        | 17.5 (63.5)                | 19 (66)                    | 25 (77)                    | 30 (86)                    | 33.5 (92.3)                | 36.1 (97.0)                | 38 (100)                   | 41 (106)                   | 33.5 (92.3)                | 29 (84)                    | 23 (73)                    | 17.5 (63.5)                | 41 (106)                   |
| 平均高温 °C（°F）          | 6.7 (44.1)                 | 8.1 (46.6)                 | 12.2 (54.0)                | 15.6 (60.1)                | 19.9 (67.8)                | 22.7 (72.9)                | 25.2 (77.4)                | 25.3 (77.5)                | 21.3 (70.3)                | 16.6 (61.9)                | 10.3 (50.5)                | 7.1 (44.8)                 | 15.9 (60.6)                |
| 日均气温 °C（°F）          | 3.7 (38.7)                 | 4.3 (39.7)                 | 7.2 (45.0)                 | 9.7 (49.5)                 | 13.8 (56.8)                | 16.4 (61.5)                | 18.7 (65.7)                | 18.6 (65.5)                | 15.2 (59.4)                | 11.8 (53.2)                | 6.8 (44.2)                 | 4.2 (39.6)                 | 10.9 (51.6)                |
| 平均低温 °C（°F）          | 0.7 (33.3)                 | 0.5 (32.9)                 | 2.3 (36.1)                 | 3.9 (39.0)                 | 7.7 (45.9)                 | 10.2 (50.4)                | 12.2 (54.0)                | 11.9 (53.4)                | 9.1 (48.4)                 | 7.1 (44.8)                 | 3.3 (37.9)                 | 1.3 (34.3)                 | 5.9 (42.6)                 |
| 历史最低温 °C（°F）        | −15.5 (4.1)                | −15 (5)                    | −12 (10)                   | −9 (16)                    | −3 (27)                    | 0 (32)                     | 3 (37)                     | 2.5 (36.5)                 | −2 (28)                    | −6.5 (20.3)                | −11 (12)                   | −13.5 (7.7)                | −15.5 (4.1)                |
| 平均降水量 mm（）          | 60.1 (2.37)                | 51.7 (2.04)                | 52.3 (2.06)                | 52 (2.0)                   | 66.1 (2.60)                | 52.8 (2.08)                | 67.6 (2.66)                | 57.8 (2.28)                | 50.6 (1.99)                | 61.9 (2.44)                | 59.8 (2.35)                | 70.8 (2.79)                | 703.5 (27.70)              |
| 月均日照時數               | 62                         | 75.1                       | 125                        | 165.8                      | 193.3                      | 206.9                      | 215.7                      | 206.2                      | 160.2                      | 111.2                      | 65.1                       | 50.8                       | 1,637.3                    |
| 来源：infoclimat.fr        |                            |                            |                            |                            |                            |                            |                            |                            |                            |                            |                            |                            |                            |

## 行政区划
拉费泰苏茹阿尔是法国法兰西岛大区塞纳-马恩省的一个市镇，编号为77183。拉费泰苏茹阿尔隶属于莫城区，隶属于塞纳-马恩省第五选区，管理拉费泰苏茹阿尔县，同时也是库洛米耶布里地区城市圈公共社区的组成部分。
蒙米拉伊居民区（Résidence Montmirail）位于拉费泰苏茹阿尔市区南部，是一个“优先发展街区”（Quartier Prioritaire）。
法国国家统计与经济研究所（简称）在进行数据统计时，将拉费泰苏茹阿尔及相邻的另外3个市镇（茹阿尔、沙米尼、布里地区勒伊）设为拉费泰苏茹阿尔城市核心区（2020年起茹阿尔被划出），并将包括核心区在内的周边共1,751个市镇划为巴黎城市区。自2020年起，巴黎城市区被包含1,949个市镇的巴黎城市辐射区代替。此外，还将拉费泰苏茹阿尔市镇分为了两个“块区”（IRIS），以便于统计人口分布情况。

## 交通

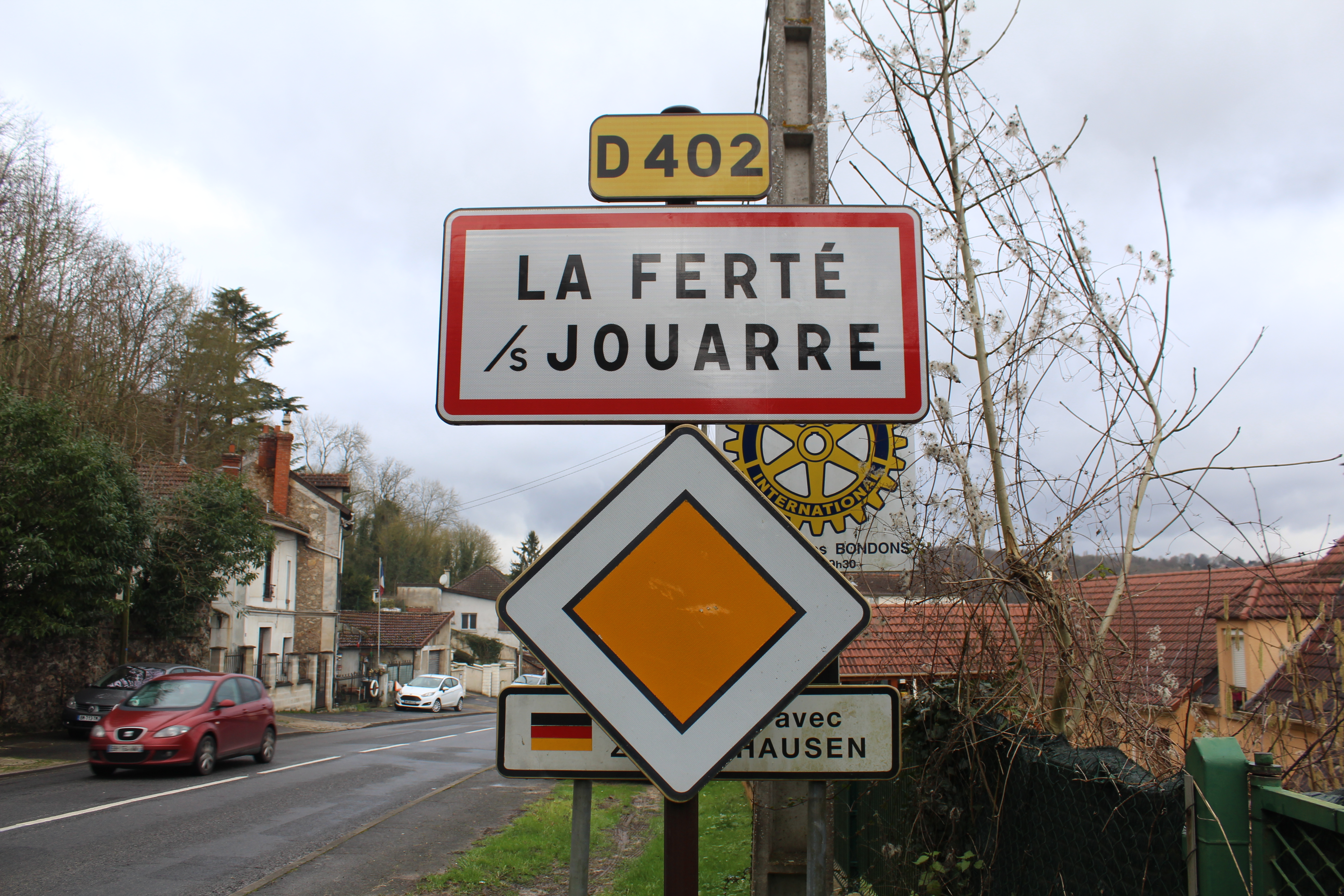
拉费泰苏茹阿尔入城路牌

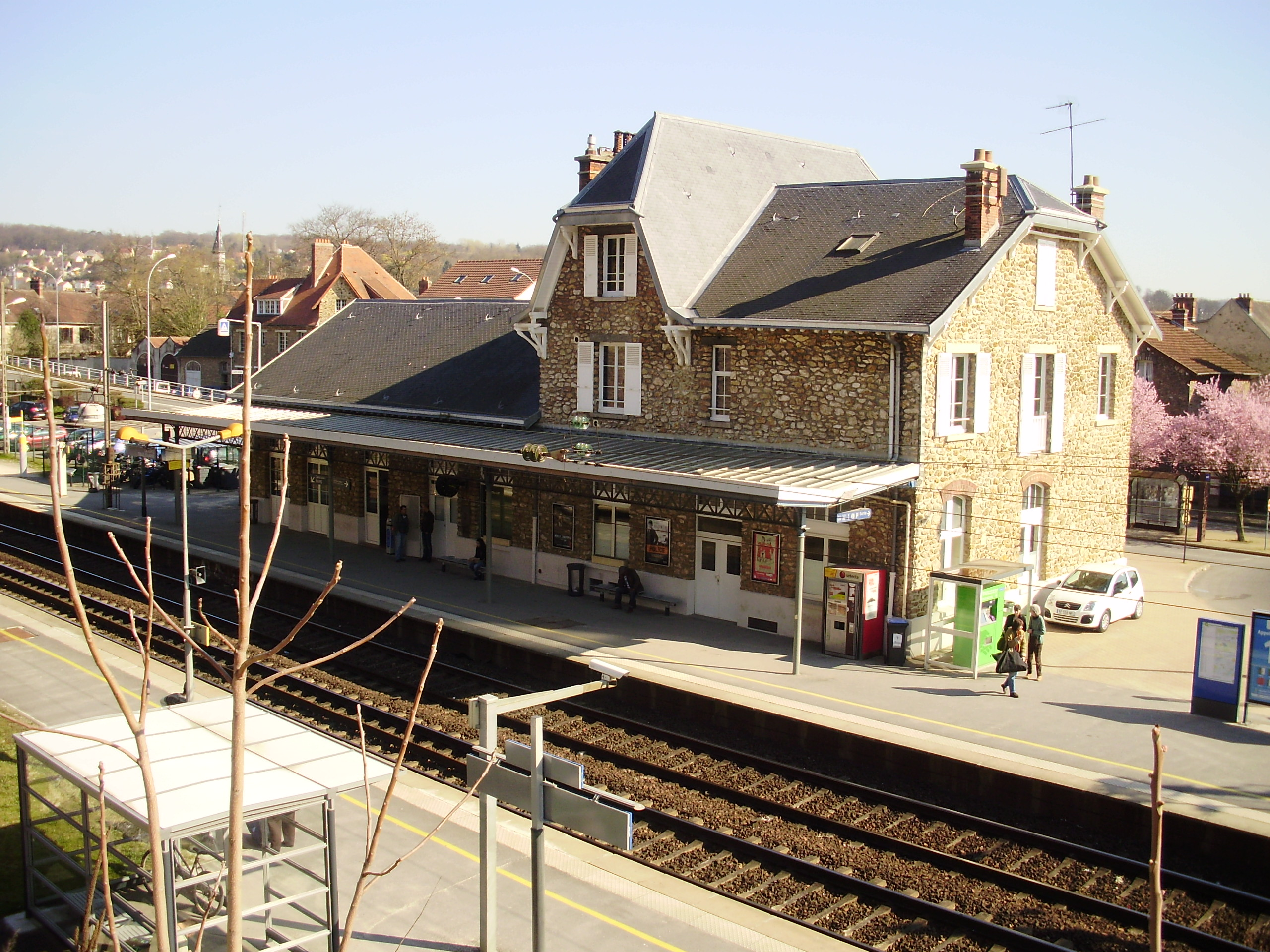
拉费泰苏茹阿尔火车站

### 公路
塞纳-马恩省省道D73线、D80线、D204线、D403线、D407线、D603线和D607线在拉费泰苏茹阿尔境内交汇。
2018年，60.5%的拉费泰苏茹阿尔家庭拥有至少一辆私人汽车。2019年，拉费泰苏茹阿尔境内共发生各类交通事故13起，造成14人受伤。

### 铁路
拉费泰苏茹阿尔位于巴黎－斯特拉斯堡铁路上。拉费泰苏茹阿尔站位于市区北部，停靠法兰西岛大区铁路P线的列车。自2019年起，该站在工作日高峰期亦停靠一至两班往返于巴黎和香槟沙隆一线的区域列车。

### 航空
距离拉费泰苏茹阿尔最近的民用航空站为巴黎戴高乐机场，距离拉费泰苏茹阿尔市中心的最短公路里程约52公里。

### 城市公共交通
马恩-莫兰城市公共交通（商业名称为）是马恩省北部的城市公共交通系统。截至2021年11月，该系统共包括数十条公交线路，其中公交31路、32路、33路、34路、35路、49路、56路、61路、62路和67路经过拉费泰苏茹阿尔市区。此外库洛米耶城市公共交通（商业名称为）下属的40路和41路亦经过拉费泰苏茹阿尔站，可分别前往塞特索尔和库洛米耶。

## 政治

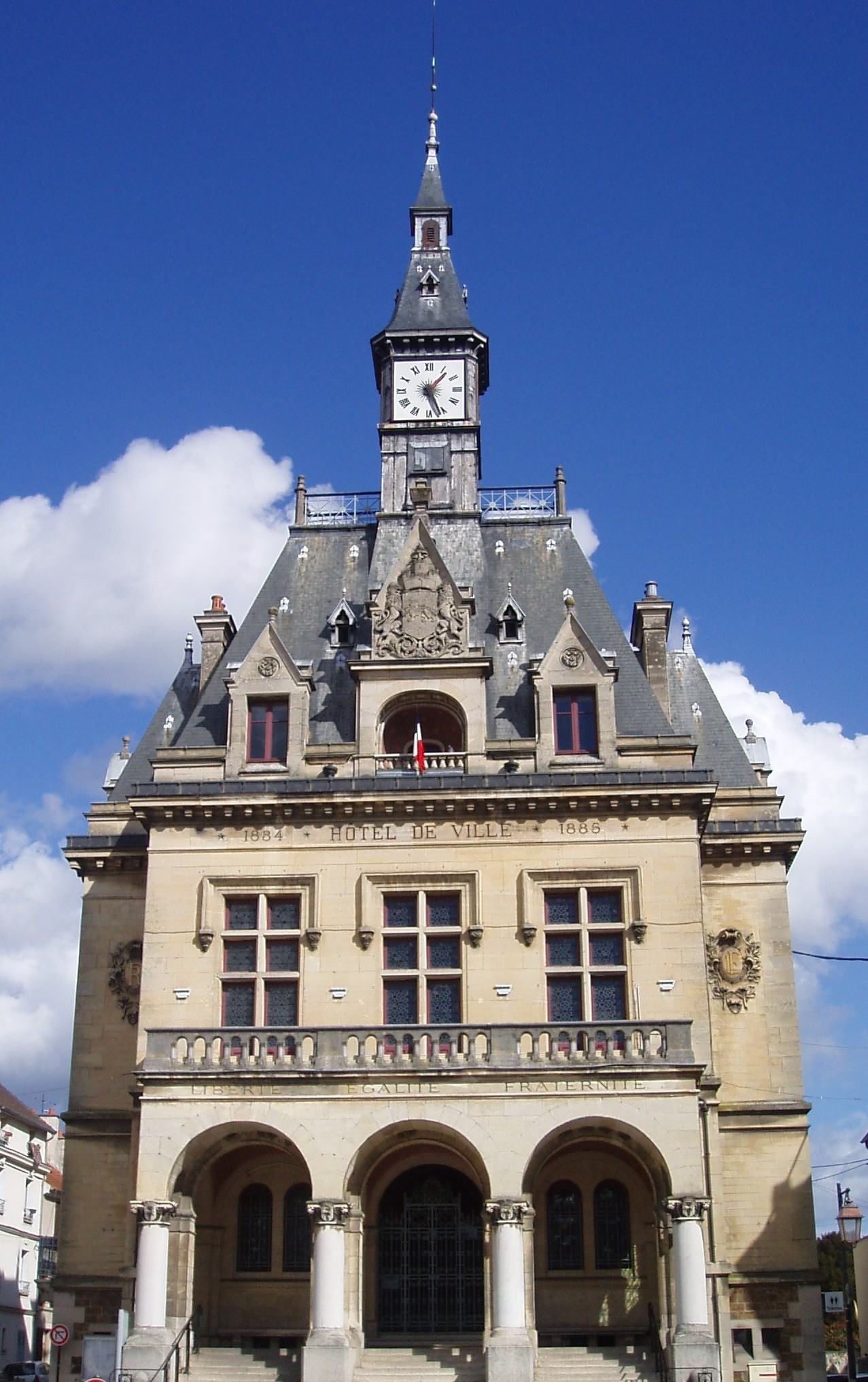
拉费泰苏茹阿尔市政厅

拉费泰苏茹阿尔的现任市长为于戈·佩泽塔（Ugo Pezzetta），他是行动的一名成员，在2020年的市政选举中获得了75.96%的支持率。
在2017年的法国总统大选中，法国第25任总统埃马纽埃尔·马克龙在拉费泰苏茹阿尔获得了56.18%的支持率。
| 拉费泰苏茹阿尔历届市长 |                                   |                                     |
| 任期                   | 市长                              | 党派                                |
| 1944年－1961年         | Henri Réaubourg 亨利·雷奥布尔     | 無黨籍                              |
| 1961年－1971年         | Pierre Chiron 皮埃尔·希龙         | 無黨籍                              |
| 1971年－1977年         | Jean Demage 让·德马日             | 無黨籍                              |
| 1977年－1983年         | Jérôme Bevilacqua 热罗姆·贝维拉卡 | PCF法国共产党                       |
| 1983年－2001年         | Bernard Doumeizel 贝尔纳·杜梅泽尔 | RPR保衛共和聯盟                     |
| 2001年－2011年         | Marie Richard 马里·里夏尔         | PS社会党                            |
| 2011年－2014年         | Nathalie Pierre 娜塔莉·皮埃尔     | PS社会党                            |
| 2014年－               | Ugo Pezzetta 于戈·佩泽塔          | UMP人民运动联盟 →LR共和黨 →Agir行动 |

## 人口
2018年，拉费泰苏茹阿尔市镇人口数量为9,586，在法国排名第1,073位。其中男性4,539人，女性5,047人，75岁及以上人口占7.3%，外籍人口数量为2,232人，人口密度为953人/平方公里，当地居民被称为（男性）或（女性）。2019年，拉费泰苏茹阿尔境内出生126人，死亡人口127人。
| 年份   | 1936  | 1946  | 1954  | 1962  | 1968  | 1975  | 1982  | 1990  | 1999  | 2006  | 2007  | 2008  | 2013  | 2018  |
| ------ | ----- | ----- | ----- | ----- | ----- | ----- | ----- | ----- | ----- | ----- | ----- | ----- | ----- | ----- |
| 人口數 | 4,726 | 4,869 | 5,015 | 5,488 | 6,277 | 6,872 | 7,007 | 8,236 | 8,584 | 8,932 | 8,982 | 9,032 | 9,504 | 9,586 |

## 经济
拉费泰苏茹阿尔是一个区域性的中心城市。截止2021年11月，当地共有各类用人单位（包含自雇）1,334家，平均历史为13年，其中99.88%为中小型企业（PME）。（财会）、（道路）及（建筑设备租赁）是当地2020年营业额最高的三个企业，分别为45,481,117欧元、17,922,212欧元和15,771,500欧元。

## 财政与居民收入
2019年，拉费泰苏茹阿尔的财政收入总额为11,902,400欧元，财政支出总额为9,884,240欧元，当年的债务总额为12,560,400欧元。2021年，拉费泰苏茹阿尔共获得2,670,727欧元的国家财政补助，比上一年减少了12.73%。
2019年，拉费泰苏茹阿尔的人均月收入总额为2,203欧元，其中高级职员为3,680欧元，低于法国平均水平（4,230欧元）；中级职员为2,434欧元，高于法国平均水平（2,411欧元）；普通职员为1,761欧元，高于法国平均水平（1,740欧元）。
2018年，拉费泰苏茹阿尔境内的青壮年（15至64岁）失业率为15.5%，当地48.5%的家庭拥有纳税资格，平均纳税2,575欧元，低于法国平均水平（3,888欧元）。

## 社会事务

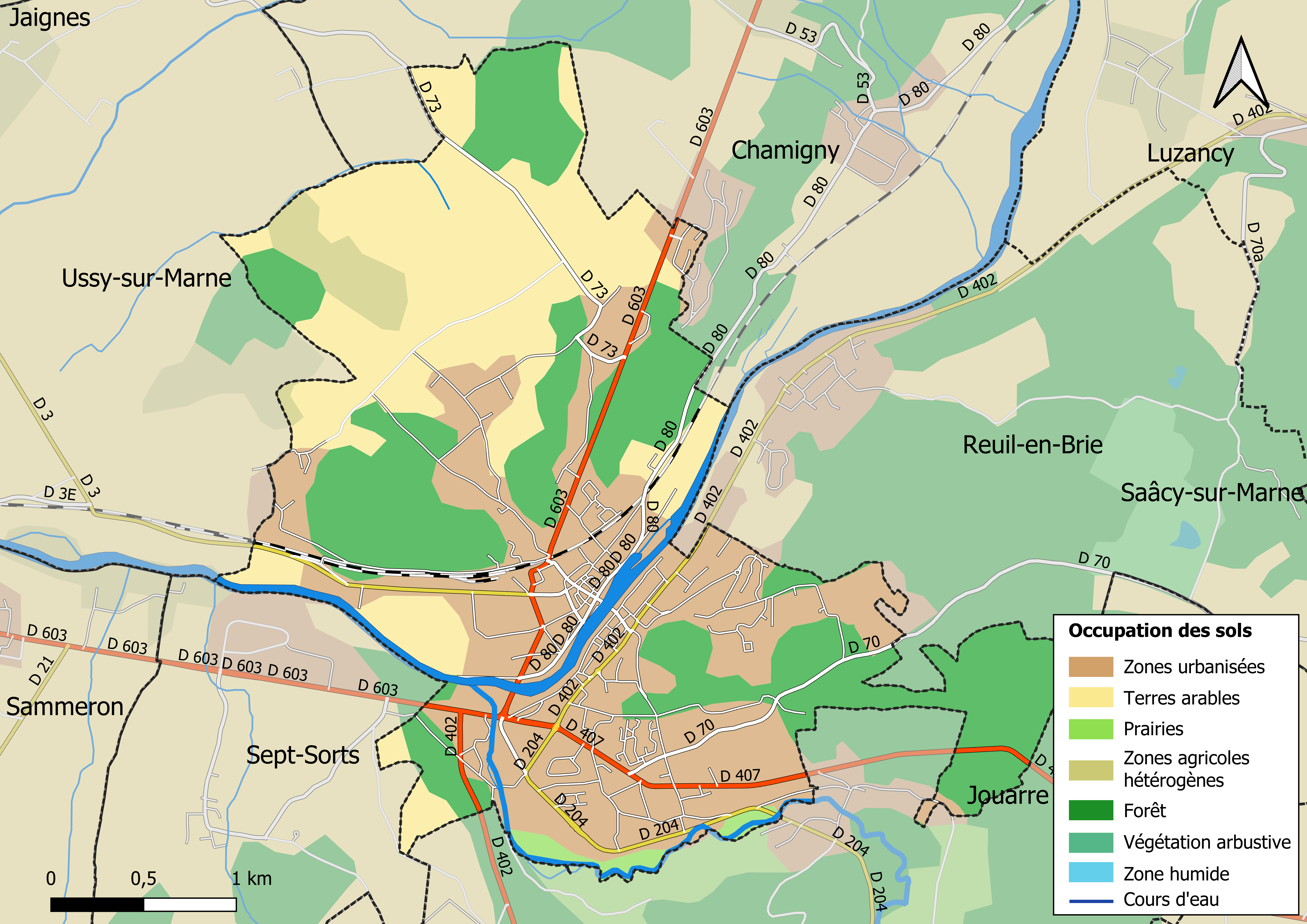
拉费泰苏茹阿尔土地利用情况地图

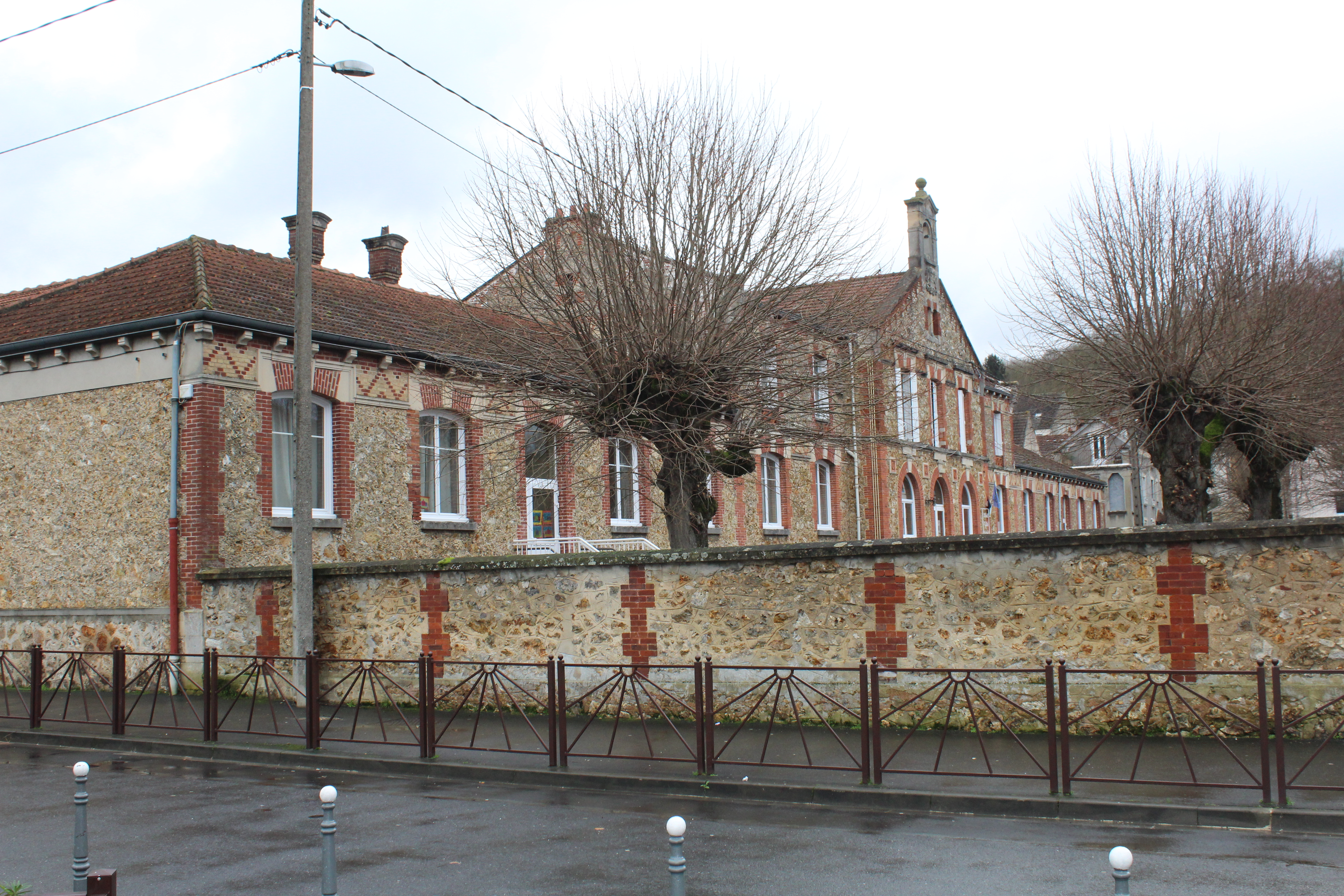
拉费泰苏茹阿尔的一所学校

### 教育
拉费泰苏茹阿尔属于克雷泰伊学区。截止2020年1月1日，拉费泰苏茹阿尔境内共有3所幼儿园、4所小学、3所初级中学和2所普通高中。2018至2019学年度，拉费泰苏茹阿尔境内共有在校中等教育阶段学生2,393名。

### 医疗
截止2020年1月1日，拉费泰苏茹阿尔境内共有全科医生9名、保健师10名、牙医15名、护士19名、眼科医生1名、助产士2名和妇科医生1名。境内共有药房4家、养老院2家、残疾人帮扶中心1家。
拉费泰苏茹阿尔是东部法兰西岛大医院（Grand Hôpital de l'Est Francilien）的覆盖范围，后者是法国的一个区域性医疗机构，在茹阿尔设有一个病区，设有床位353个，是当地规模最大的公立综合性医院。

### 住房
2018年，拉费泰苏茹阿尔境内共有各类住房4,992套，其中46.7%为独立式居民区，50.2%为集中式居民区。常住房屋占拉费泰苏茹阿尔市镇范围内居民建筑总量的82.1%。
在住房保障政策方面，2020年，拉费泰苏茹阿尔境内共有961户家庭获得了住房经济补助，受益人数占总人口数量的10%，其中897份为房租补助。

### 商业
2019年，拉费泰苏茹阿尔境内共有各类实体商铺253家，其中餐厅39家、大型超市3家、杂货店9家、面包房9家、肉铺3家、书店5家、装饰品店3家、银行门店8家、美容美发店15家、汽车维修店10家。市中心建有一家家乐福便民超市，市区南部则建有开放式商业街区。

### 体育
2020年，拉费泰苏茹阿尔境内共有1家游泳池、4间体育馆、1座综合体育场、8处网球场、3处足球或橄榄球场以及1处篮球或排球场。
截至2021年11月，拉费泰苏茹阿尔体育俱乐部（Association Sportive Municipale Fertoise）是当地唯一的注册足球队，2021至2022赛季参加塞纳-马恩省足球联赛。

### 环境
拉费泰苏茹阿尔的环境事务由其所属的公共社区负责。2019年，拉费泰苏茹阿尔境内共有1家污染企业。

### 治安
2019年，拉费泰苏茹阿尔市镇范围内有1处宪兵队。
拉费泰苏茹阿尔所在地是库洛米耶宪兵总队的管辖范围。2020年，该宪兵总队辖区内共97个市镇累计发生各类案件4,104起，其中盗窃类案件1,939起，经济类案件523起，毒品交易类案件248起。

## 文化
2020年，拉费泰苏茹阿尔境内暂无任何文化设施。拉费泰苏茹阿尔市政府提供多媒体中心，向公众全年开放。

### 建筑
拉费泰苏茹阿尔境内有多处历史建筑，其中位于马恩河右岸的圣但尼-圣艾蒂安教堂（Église Saints-Denis-et-Étienne）是当地的地标性建筑物。

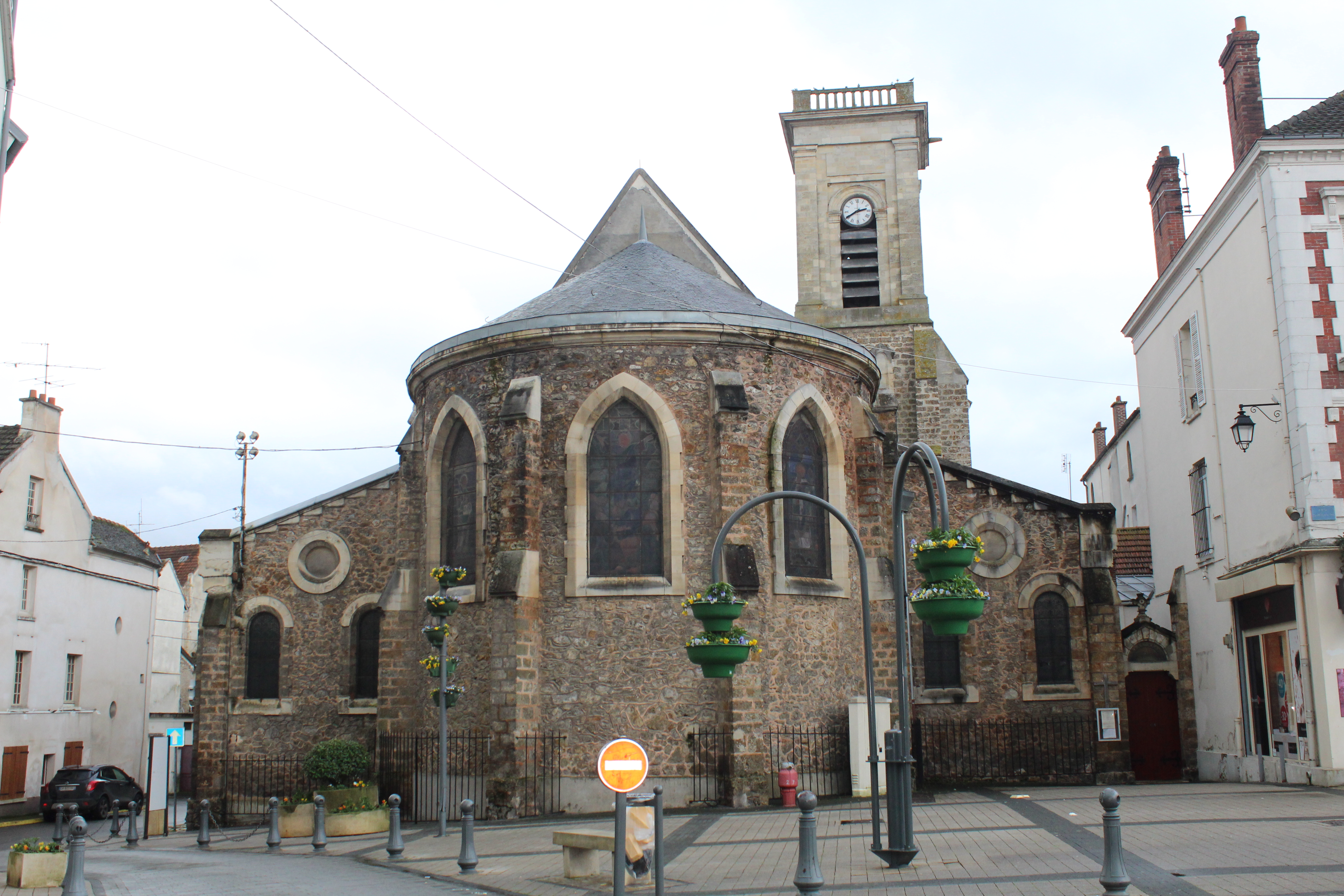
圣但尼-圣艾蒂安教堂
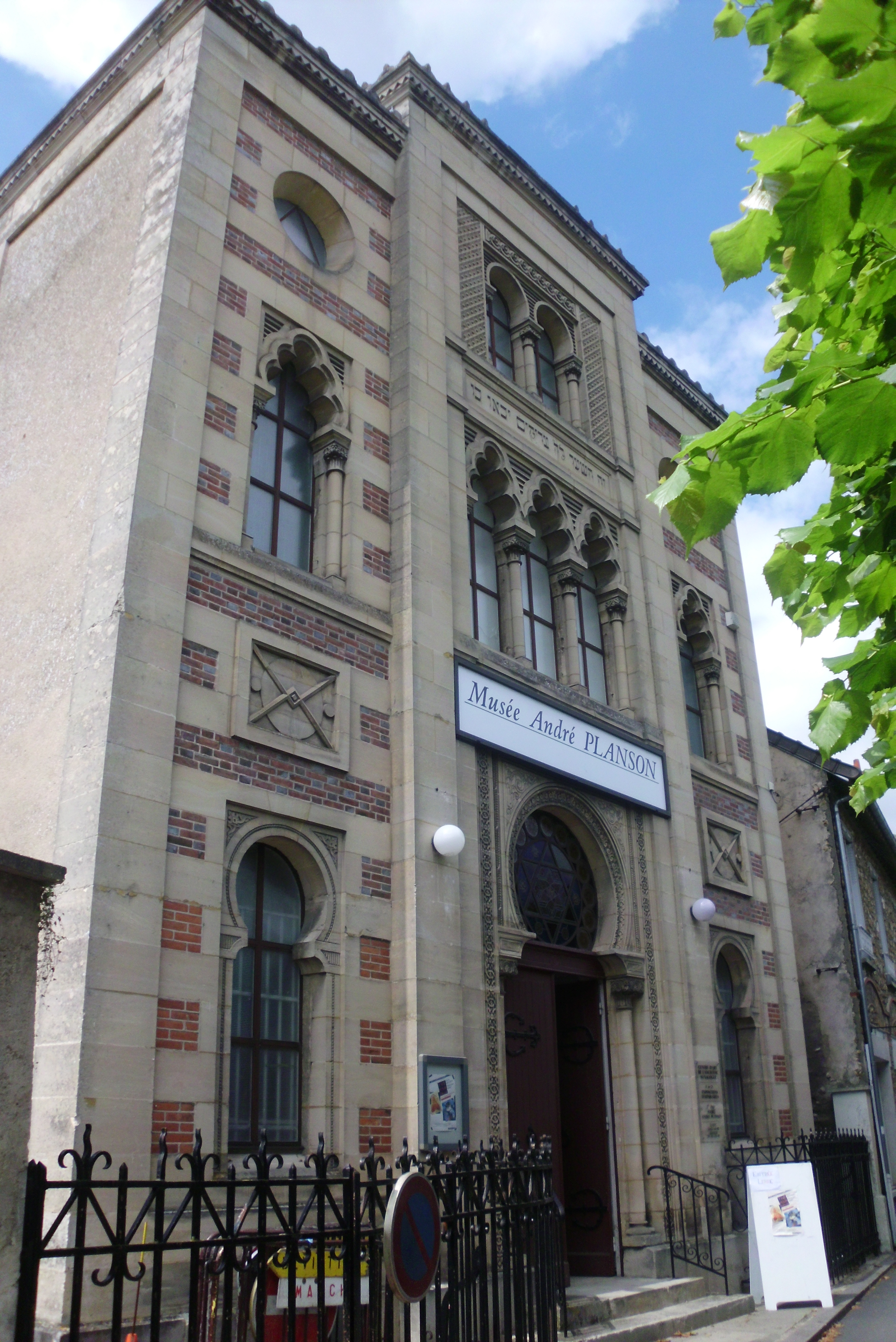
犹太教堂（德语：Synagoge (La Ferté-sous-Jouarre)）
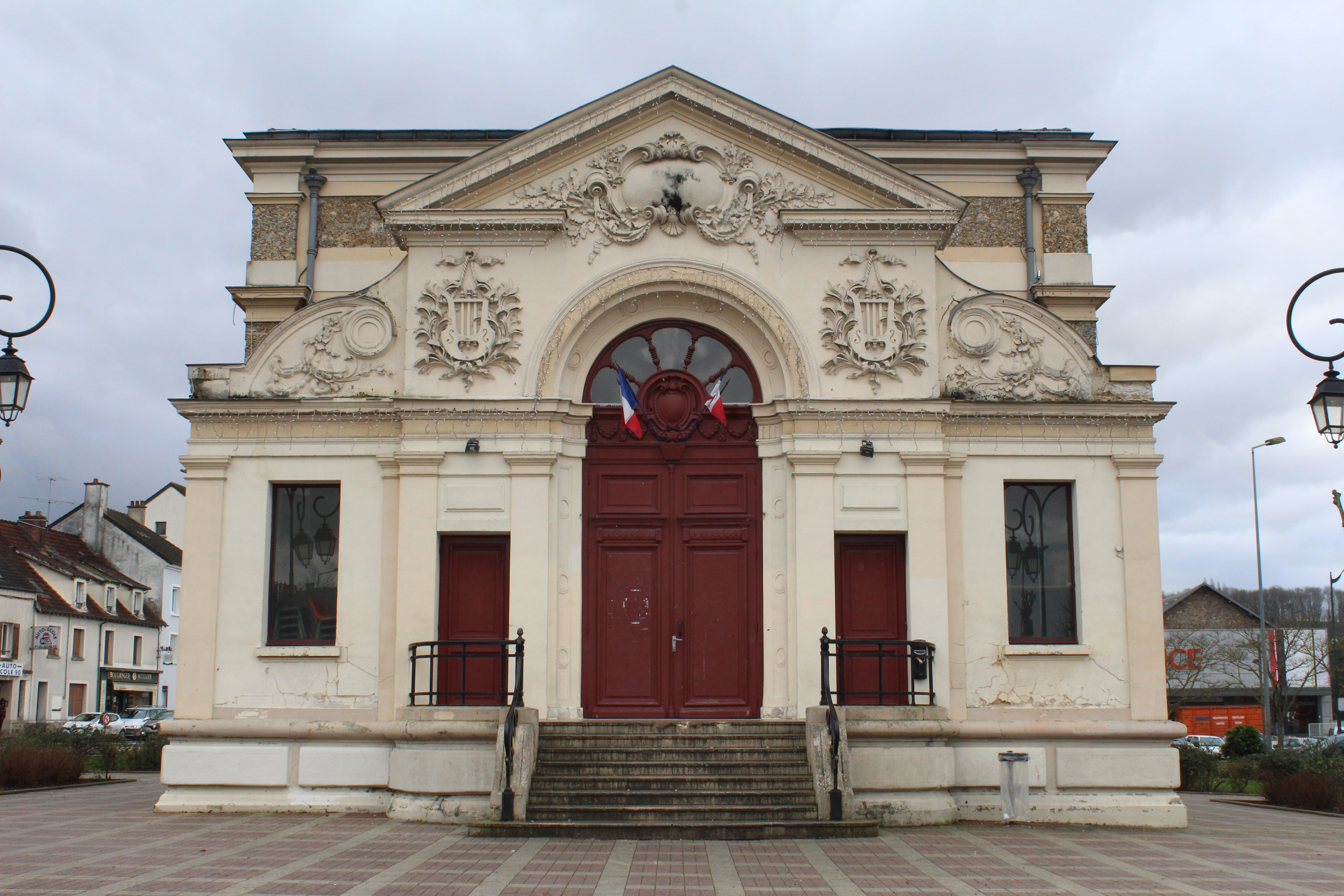
市政剧场
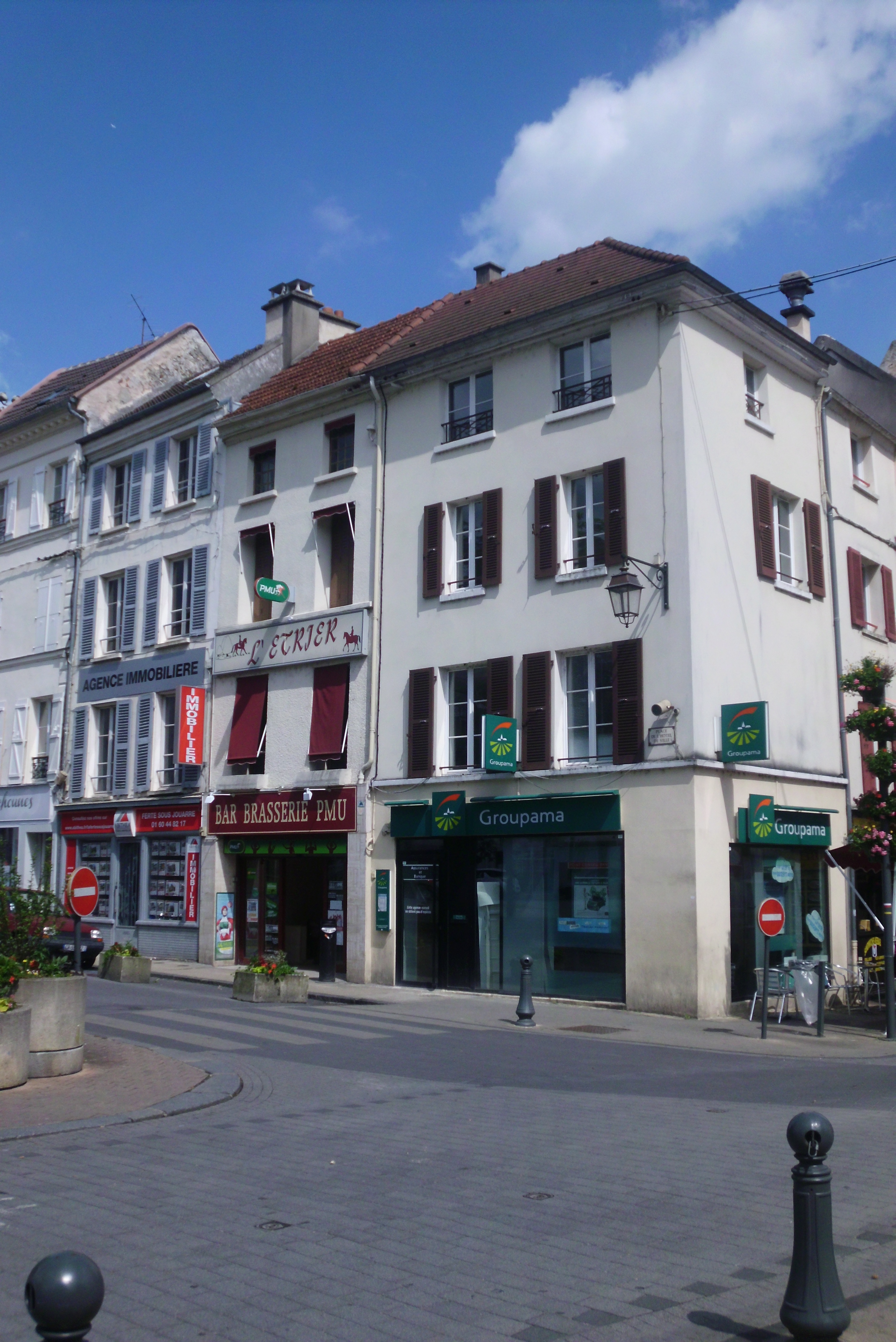
市中心建筑
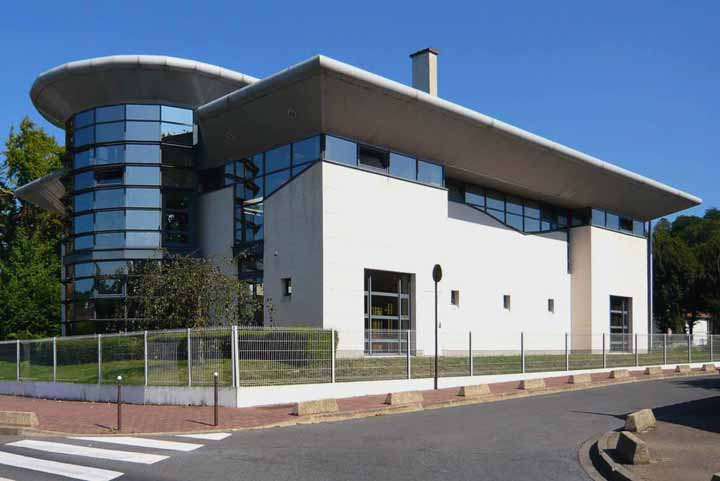
市政多媒体中心
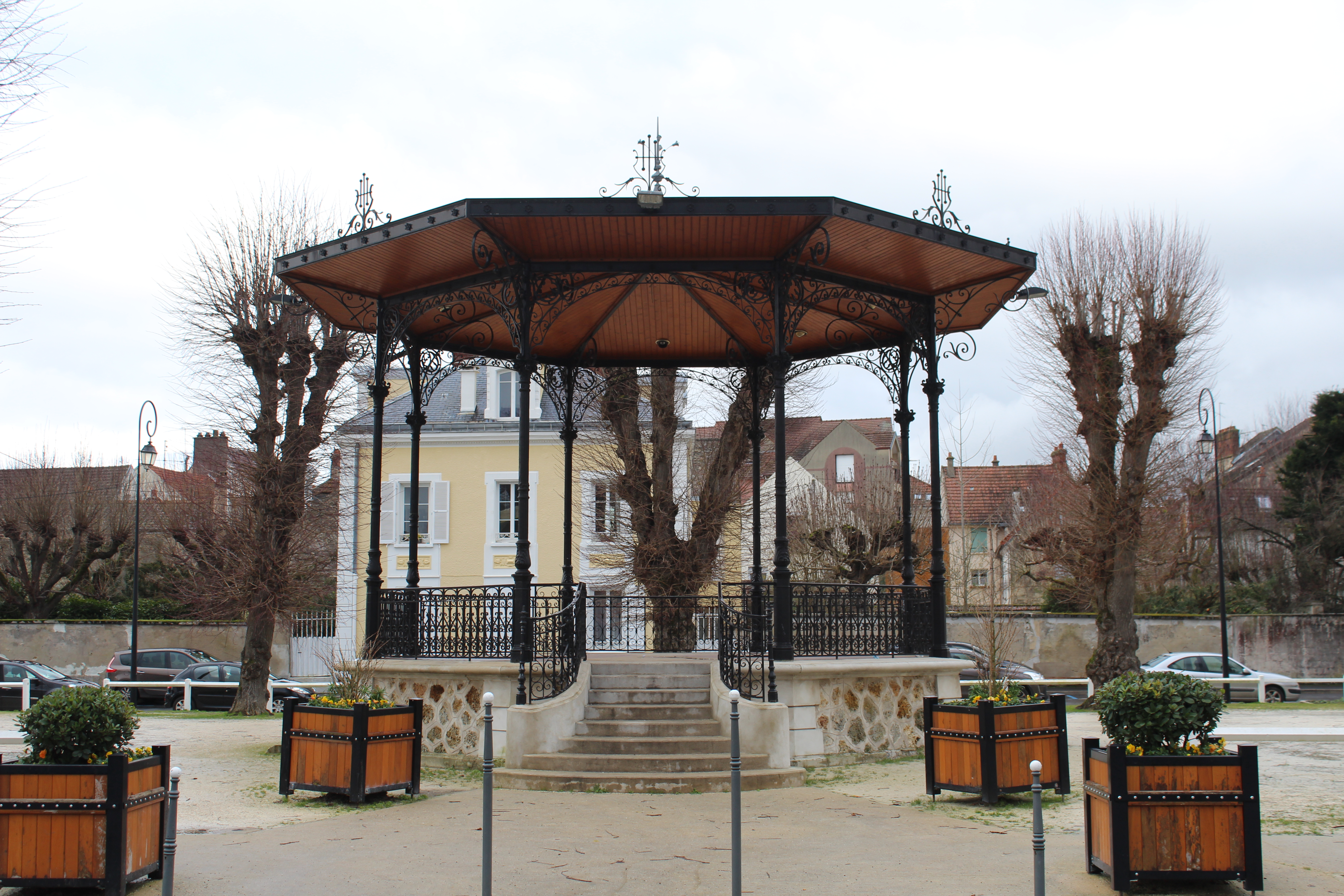
凉亭
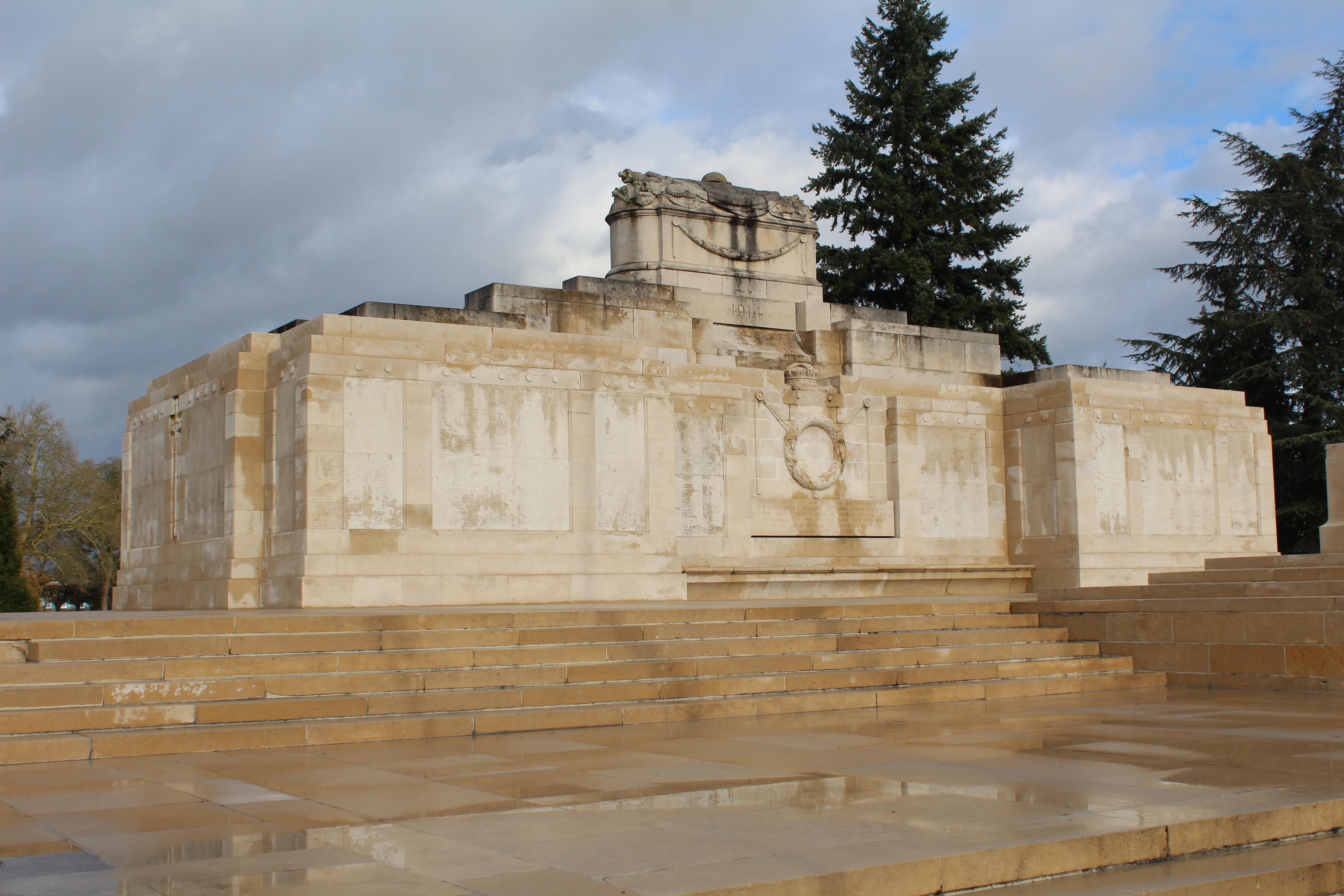
一战烈士纪念碑

### 旅游
拉费泰苏茹阿尔的旅游事务由其所属的公共社区负责。2021年，拉费泰苏茹阿尔境内共有4家酒店共计78间房间；另有1个露营地，可容纳共247辆露营车。

### 媒体
法国主要的媒体均可在拉费泰苏茹阿尔接收，法国电视三台下属的法兰西岛大区频道在部分时段播出拉费泰苏茹阿尔所属区域的地方新闻。

## 相关人物
孔代亲王亨利一世·德·波旁及其亲弟查理和弗朗索瓦出生于拉费泰苏茹阿尔。此外出生于该地的主要人物还有画家埃米尔·巴亚尔和导演亨利·普克塔尔等。

## 友好城市
截至2021年11月，拉费泰苏茹阿尔共与一座城市互为友好城市关系：
- 德国 斯图加特Zuffenhausen街区